# Osterley (métro de Londres)
Osterley est une station de la Piccadilly line du métro de Londres, en zone 4. Elle est située quartier Osterley, dans le Borough londonien de Hounslow.

## Histoire
La station Osterley est mise en service le 25 mars 1934 pour remplacer une ancienne station située à l'est de la station actuelle, Osterley & Spring Grove, qui existait entre 1883 et 1934. Les quais et le bâtiment de cette station fermée sont toujours existants.

## À proximité
- Osterley
- Osterley Park